# 堅語
坚语是一种由老挝和越南的叶坚族使用的巴拿语支语言。可能和越南和柬埔寨的斯丁语有关。
有很多语言都用Taliang/Trieng这个名字，意为“物色人才的人”：SEALang将其中两种划为一种语言，称为Kasseng语。

## 书目
- The Institute for Cultural Research. Ministry of Information and Culture. 2003. The Life and House of the Tariang People. Sponsored by: The Japan Foundation Asia Center.